# Picot sultà gros
El picot sultà gros (Chrysocolaptes guttacristatus) és una espècie d'ocell de la família dels pícids (Picidae) que habita els boscos i terres de conreu des dels Himàlaies de l'Índia, cap a l'est fins a la península Malaia i les illes Grans de la Sonda.